# VirusBuster
VirusBuster е антивирусна програма разработвана от унгарската фирма VirusBuster Ltd. Компанията разработва антивирусни решения от 1989 година. От три години е на международния пазар и се приема много добре. Има над 1 000 000 потребители по целия свят. Имат дистрибутори в над 25 страни.

## Функции на програмата

### Домашни потребители
- VirusBuster Professional (Windows Platform)
- VirusBuster Shield (Linux Platform)

### Малки и средни предприятия
- Защита на работни станции (Windows, Linux)
- Защита на файлови сървъри (Windows, Linux – Samba, Novell NetWare)
- Защита на сървъри за електронна поща – Вируси и СПАМ (Linux – SMTP, SendMail, Qmail, Courier, GroupWise; Novell – GroupWise)
- Централизирано управление на Windows базираните компютри и сървъри – VirusBuster Central Management Solution

### Корпоративни потребители
- Защита на работни станции (Windows, Linux)
- Защита на файлови сървъри (Windows, Linux – Samba, Novell NetWare)
- Защита на сървъри за електронна поща – Вируси и СПАМ (Linux – SMTP, SendMail, Qmail, Courier, GroupWise; Novell – GroupWise)
- Централизирано управление на Windows базираните компютри и сървъри – VirusBuster Central Management Solution

### Интернет доставчици
- Защита на сървъри за електронна поща Вируси и СПАМ (Linux – SMTP, SendMail, Qmail, Courier, GroupWise; Novell – GroupWise)